# Розумна сила (політична партія)
Розумна Сила (політична партія) — політична партія України, заснована 22 січня 2016 під назвою «Слово Справедливості». Голова — Олександр Соловйов. Партія нараховує 26 регіональних та понад 600 місцевих (міських, районних та районних у містах) організацій. Членами партії є більше 20 тисяч [джерело?]. Представлена 16 депутатами в органах місцевого самоврядування за результатами виборів до ОТГ, що відбулися у грудні 2016 року та квітні 2017 року. Партія декларує багатовекторну зовнішню політику нейтралітету та позаблоковий статус.
Членами партії в більшості є колишні міліціонери та прокурори з Донбасу, які за даними Української правда можуть мати зв'язки з посадовцями-втікачами з команди Януковича. Партія підозрюється в фінансуванні з боку Кремля.

## Історія

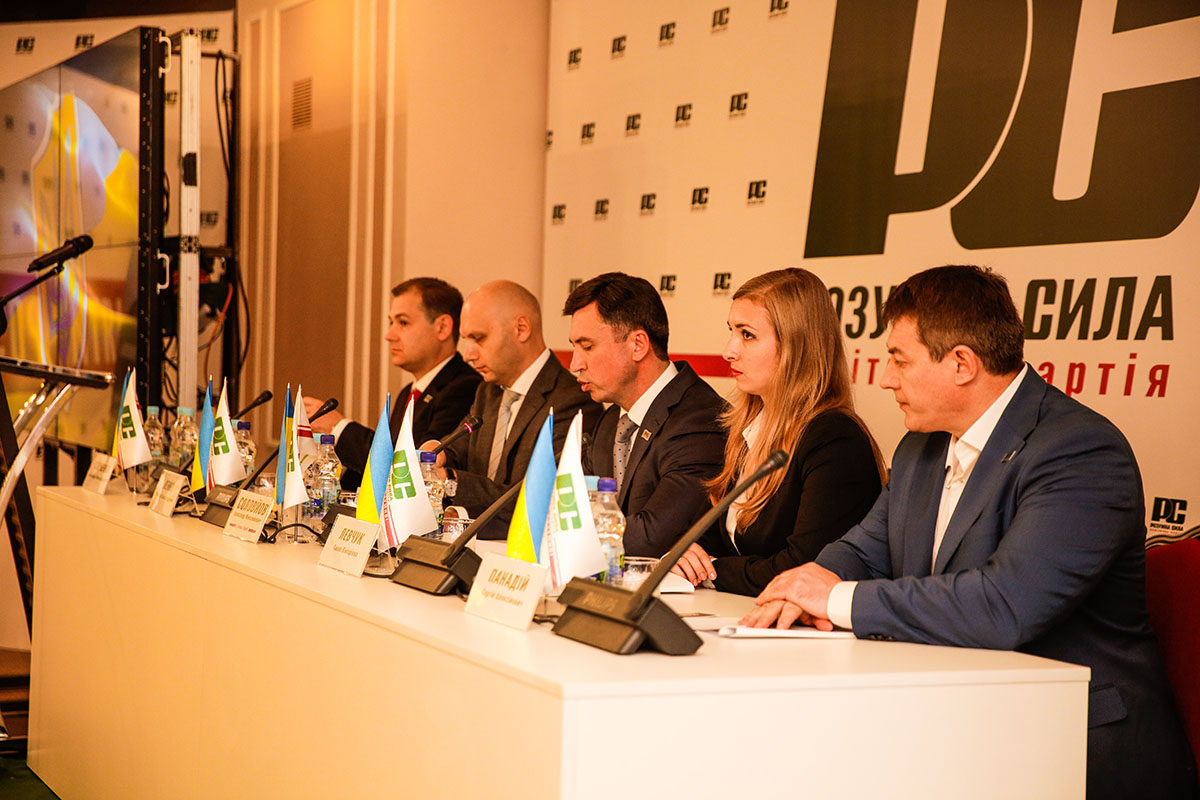
Перший з'їзд, 1 жовтня 2016 року

Липень 2016 рік — заснування.
1 жовтня 2016 рік, Київ — перший з'їзд за участю 250 делегатів.
Жовтень 2016 — партія підписала меморандум про співпрацю з партією «Україна Славетна».
31 жовтня 2016, Київ — другий з'їзд; прийняття рішення про участь партії у місцевих виборах в об'єднаних територіальних громадах.
14 грудня 2016 — меморандум про співробітництво з партією «Союз. Чорнобиль. Україна».

Вересень 2018 — презентація ініціативи з припинення війни з Росією на Донбасі; підписання з громадянами на окупованих Росією територіях «Народної декларації про мир».

## Керівництво
Голова партії — Олександр Миколайович Соловйов, полковник міліції у запасі, прослужив у правоохоронних органах 20 років.
Заступник голови партії — Олександр Олександрович Савченко, управлінець, бізнес-консультант, економічний експерт.
Заступник голови партії, директор Благодійного фонду «Розумна сила» — Ганна Вікторівна Левчук, юрист.

## Список партії
Перша десятка
| №  | ПІБ                |
| 1  | Соловйов Олександр |
| 2  | Савченко Олександр |
| 3  | Левчук Ганна       |
| 4  | Панадій Сергій     |
| 5  | Ірина Спіріна      |
| 6  | Катерина Самойлик  |
| 7  | Андрій Бодров      |
| 8  | Володимир Пузаков  |
| 9  | Олексій Любченко   |
| 10 | Світлана Стамбуляк |

## Програма
Партія декларує зовнішню політику нейтралітету: Україна має стати центром балансу між геополітичними векторами. Партія виступає за відстоювання національних інтересів держави. Цінності: сім'я, релігія, соціальна стабільність, відповідальність громадян і держави, повага до прав людини.

### Пріоритети
1. Припинення воєнного конфлікту на Донбасі[21].
2. Побудова соціальної держави[22].
3. Багатовекторна позаблокова зовнішня політика[джерело?].
4. Оновлення політичної системи[23][24].
5. Невідворотність покарання в злочинах, пов'язаних з корупцією[25].

## Фінансові звіти
2017 року партія отримала 1 млн 366 тис. грн внесків. З них 1,264 млн — від фізичних осіб, переважно від заступника голови партії Олександра Савченка; 102 тис. грн надійшло від юридичних осіб.
Витрати партії у 2017-му склали 1,363 млн грн, з яких 616 тис. — оренда приміщення, 184 тис. — проведення партійних заходів, 390 тис. — утримання організацій партії, 130 тис. — пропагандистська діяльність.

## Вибори

### Вибори до ОТГК
- Грудень 2016: два депутати пройшли до Павлівської ОТГ[28][29] та два — до Литовезької ОТГ[30][31] Іваничівського р-ну на Волині, два — до Бездрицької ОТГ[32] Сумського р-ну Сумської області, три — до Соледарської ОТГ[33] Бахмутського р-ну Донецької області, три — до Чмирівської ОТГ[34] Старобільського р-ну Луганської області.
- Травень 2017: один депутат пройшов до Забродівської ОТГ[35] Ратнівського р-ну на Волині.
- Жовтень 2017: троє депутатів пройшли до Любомльської міської ради[5]Волинської області.

## Громадська діяльність
Благодійний фонд партії реалізовує проекти у сфері освіти та спорту серед дітей-сиріт, напівсиріт, дітей з багатодітних та малозабезпечених родин. Проводить спортивні чемпіонати й турніри, фінансує участь дітей у змаганнях[джерело?].
Партія є ініціатором проведення «круглих столів»: «Зовнішньополітичний статус України: теперішнє та майбутнє», «Проблеми реформування правозахисних органів та органів прокуратур», «Стратегії виходу із соціально-економічної кризи», «Освітня реформа: інновація чи деградація?». Висновки дискусій представлено у резолюціях, які відправлено до профільних міністерств.
Партія є співорганізатором Форуму національних меншин України (20 листопада 2017). Мета форуму — надати можливість представникам національних меншин висловити свою думку з таких питань, як мовна проблема в контексті Закону України «Про освіту», ефективна інтеграція представників національних меншин в українське суспільство та їх участь в органах влади та місцевого самоврядування. Форум був зірваний націоналістичними силами.
До 26-ї річниці незалежності партія ініціювала відкрила екологічну акцію «Посади дерево», де було висаджено 26000 дерев.

## Критика
На початку жовтня 2018 року народний депутат України від «Народного фронту» Юрій Береза  звинуватив партію в антиукраїнській діяльності.
2018 року партію звинувачено в прокремлівській позиції і маніпулюванні громадськістю через обіцянки миру без жодних військових дій, підтримку проросійських ідей.

## Скандали
У травні 2018 року на суді Борис Герман, підозрюваний в замаху на вбивство російського журналіста Аркадія Бабченка, заявив, що співпрацював із українською контррозвідкою та виявляв російських агентів. За словами Германа, партія фінансується приватним фондом Путіна. Це звинувачення стало приводом для проведення СБУ обшуків в офісах партії й допитів її керівників.
1 серпня 2018 року СБУ провела обшуки в центральному офісі партії, у керівників, а також обласних офісах.
20 листопада 2017 року невідомі люди, одягнені в темний одяг і камуфляж, зірвали «форум нацменшин», організований партією в Києві.
6 липня 2018 року представники С14 у Києві побили заступника голови партії Олександра Савченка.
26 вересня 2018 року невідомі люди увірвалися до офісу партії в Покровську й знищили його.